# Into the White
Into the White ist ein norwegischer Film des Regisseurs Petter Næss aus dem Jahr 2012, in dem unter anderem David Kross, Florian Lukas und Rupert Grint die Hauptrollen spielen. Der Kinostart in Deutschland war am 31. Januar 2013. Seine Premiere feierte er bereits am 9. März 2012.

## Handlung
Der Historienfilm beschäftigt sich mit der Begegnung zweier britischer Soldaten mit drei deutschen Soldaten in Norwegen während des Zweiten Weltkrieges im Jahre 1940.
Die Heinkel He 111 des Piloten Leutnant Horst Schopis wird über Norwegen in der Nähe von Grotli bei Skjåk von einer britischen Maschine des Typs Blackburn Skua abgeschossen und erleidet eine Bruchlandung. Leutnant Schopis, Feldwebel Strunk und Obergefreiter Josef Schwartz überleben den Aufprall, ein weiteres Besatzungsmitglied stirbt. Auch Schwartz wird bei dem Absturz verletzt. Die Überlebenden finden, nachdem sie die erste Nacht in einem selbstgegrabenen Loch verbracht haben, inmitten eines Schneesturms eine verlassene Jagdhütte. Nur kurze Zeit später werden sie dort von Captain Davenport und seinem Besatzungsmitglied Smith überrascht. Die beiden waren die Besatzung des britischen Jägers, der den deutschen Bomber angegriffen und im Luftkampf ebenfalls Schäden davongetragen hatte. Auch sie stürzten in der Nähe ab. Während Josef die beiden Briten erschießen möchte, sieht Schopis in ihnen wertvolle Geiseln. Nachdem sich Josef unfähig gezeigt hat, seinen Wunsch selbst in die Tat umzusetzen, werden Davenport und Smith ebenfalls in der Hütte aufgenommen. Die beiden Gruppen finden, je verzweifelter die Lage in der verlassenen Hütte ganz ohne Nahrung wird, immer mehr und mehr zusammen. Josefs Zustand verschlechtert sich dabei aufgrund seiner bei dem Absturz erlittenen Wunde zunehmend. Auf dem Höhepunkt sehen sich Schopis und Strunk auf Anraten Davenports gezwungen, den verwundeten Arm Josefs zu amputieren. Dazu machen sie Josef mit einem Trick mit Schnaps betrunken, den sie kurz zuvor unter dem Boden der Hütte zusammen mit anderen Reserven gefunden hatten. Nach der geglückten Amputation will sich die Gruppe am Tag darauf auf den Weg zur Küste machen, zumal sich auch der Schneesturm verzogen hat. Smith und Strunk, die sich angefreundet haben, kundschaften die Umgebung mit Skiern aus. Dabei wird Strunk von herannahenden norwegischen Soldaten erschossen, die wegen des Flugzeugwracks der Deutschen auf Patrouille waren. Schopis und Josef geraten in Gefangenschaft, während Davenport und Smith der Kollaboration mit dem Feind verdächtigt werden. Der Film endet damit, wie Davenport und Smith am Hafen von Grotli dem Ruderboot nachschauen, auf dem Schopis und Josef weggebracht werden.

## Hintergrund

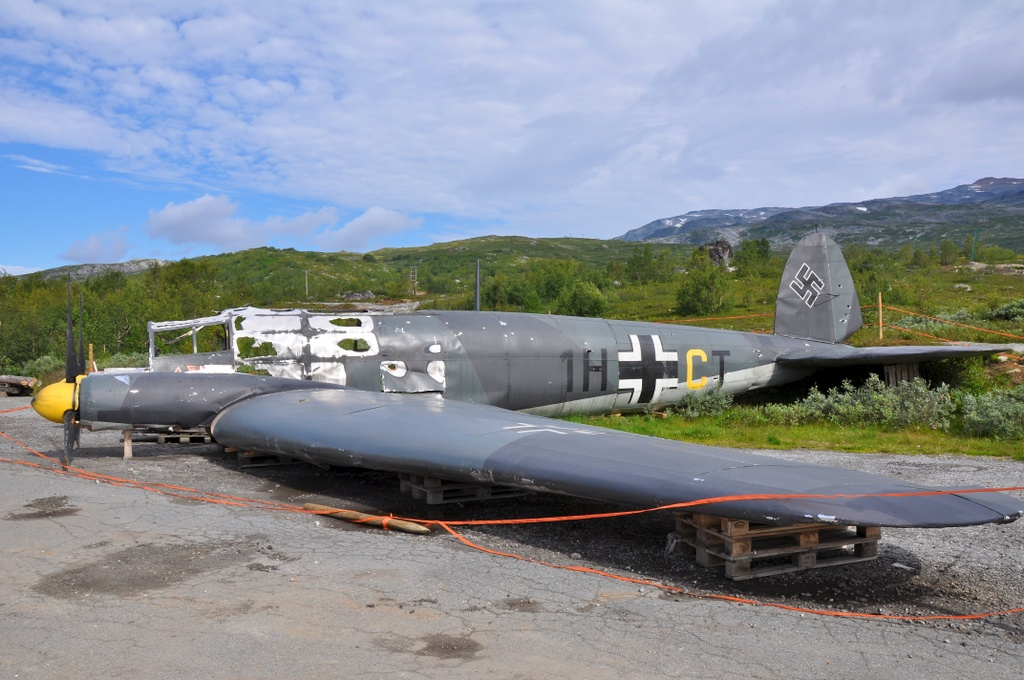
Nachbau eines He-111-Wracks für den Film

Der Film beruht auf einer wahren Begebenheit aus dem Leben des Leutnants Horst Schopis. Er und Josef, der im wahren Leben Josef Auchtor hieß, waren nach ihrer Gefangennahme mehrere Jahre in kanadischen Gefangenenlagern interniert. Karl-Heinz Strunk wurde auf einem deutschen Soldatenfriedhof in Trondheim begraben. Das vierte Besatzungsmitglied Hans Hauck verstarb bereits beim Absturz. Die britischen Flieger, die im wahren Leben Captain Richard Thomas Partridge und R.S. Bostok hießen, kehrten nach England zurück und flogen erneut Einsätze über Norwegen. Dabei wurden sie ein weiteres Mal abgeschossen, Bostok starb bei dem Angriff. Partridge geriet in deutsche Gefangenschaft, die bis Kriegsende andauerte. Im Jahr 1977 kam es zu einer freundschaftlichen Begegnung zwischen Horst Schopis und Richard Thomas Partridge in England. Partridge starb im Jahr 1990, Schopis starb 2011 im Alter von 99 Jahren.
Das Wrack der englischen Maschine wird derzeit im Fleet Air Arm Museum in Yeovilton ausgestellt. Das deutsche Flugzeugwrack lag bis 1976 in der Nähe des Heilstugusees bei Grotli und wurde dann in die Flugzeugsammlung der Norwegischen Luftstreitkräfte nach Gardermoen gebracht.
Sowohl Horst Schopis (Luftkampfgegner wurden Freunde) als auch Richard Thomas Partridge (Operation Skua) schrieben in ihren Memoiren über diese Ereignisse.

## Rezeption

### Kritiken
Into the White erhielt gemischte, teils eher schlechte Kritiken. Von elf ausgewerteten Kritikern bei Rotten Tomatoes erhielt der Film fünf positive und sechs negative Bewertungen. Beim Publikum kam er dagegen auf 67 % positive Wertungen.

„Eine vielversprechende Ausgangsidee, eindrucksvolle Landschaftsaufnahmen und unverkennbare gute Absichten sind nicht genug für einen runden Film. So wirkt die Schauspielerriege in dieser internationalen Co-Produktion wie ein aus aller Herren Länder zusammengewürfelter Haufen. Die einzelnen Akteure haben dabei auch angesichts der alles andere als subtilen Dialoge zu selten die Chance, einen nachhaltigen Eindruck zu hinterlassen.“

„Florian Lucas gibt einen schnittigen deutschen Leutnant, der glaubt, jede Situation unter Kontrolle haben zu müssen. David Kross ist ein überzeugter Jungnazi, der ständig aus Hitlers 'Mein Kampf' zitiert und die Feinde am liebsten sofort vernichten würde und Stig Henrik Hoff ist als Feldwebel ein proletarischer Soldat mit dicken Muskeln und Landserhumor. Auf der britischen Seite gibt Lachlan Nieboer als der Pilot einen kultivierten und immer ironischen Gentleman und Rupert Grint einen jungen Rebellen aus den Arbeitervierteln Liverpools. In seiner ersten Rolle nach der Harry-Potter-Serie ist er eindeutig als der Sympathieträger eingesetzt, doch auch seine Figur bleibt diffus, so dass bei ihm immer noch der Ron Weasley durchscheint. Die Geschichte dieser fünf Menschen mag ja wahr sein, aber gut erzählt ist sie nicht.“

### Einspielergebnis
Der Film konnte weltweite Einnahmen in Höhe von rund 700.000 US-Dollar erzielen.